# اشتباكات دير الزور (2011–14)
حصار دير الزور هو حصار فرضته قوات الأمن والجيش السوريَّين على مدينة دير الزور ابتداءً من 28 يوليو 2011 بهدف قمع حركة الاحتجاجات التي اندلعت بها منذ 15 مارس من العام نفسه، ووصلت ذروتها في أواخر شهر يوليو عندما بلغَ عدد المتظاهرين في المدينة أكثر من 300,000 شخص، وفقَ رواية المعارضة. ومعَ ولادة الجيش السوري الحر بعد هذه الأحداث بأيام، دخلَ في اشتباكات عنيفة معَ قوات الأمن بالمدينة، وتسبَّب بمقتل محافظ دير الزور ومُدير الأمن العسكري فيها. وعلى إثر هذه الأحداث تعرَّضت المدينة للقصف مرات متتالية خلال الأسبوع التالي، حتى دخلها الجيش النظامي أخيراً في 7 أغسطس عقبَ قصف عنيف أوقع زهاء 70 قتيلاً. وعلى الرغم من سيطرة الجيش النظامي على المدينة، إلا أن المظاهرات المناهضة للنظام والاشتباكات بين الجيش الحر والقوات النظامية لا زالت مستمرَّة فيها.

## خلفية الاحتجاجات
خرجت أول مظاهرة في دير الزور منذ 15 مارس، اليوم الأول لحركة الاحتجاجات. وقد تم الاتفاق بين شباب الثورة على أن تنطلق المظاهرة من الملعب البلدي لأنه المكان الأكثر أمناً والأسهل في الاجتماع فخرج المتظاهرون بعد أن تم اجتماعهم في الملعب البلدي، كان موعد مباراة للفتوة وتشرين بدأت الهتافات لإسقاط النظام وهي أول هتافات في الثورة لإسقاط النظام إذ كانت بقية المظاهرات في المدن الأخرى تطالب بمحاسبة المجرمين فحسب، وقد أحرق سيارتان للأمن في ذلك اليوم من قبل المتظاهرين، لكن قوات الأمن لم تتعرض للمتظاهرين، ويبدو أنها أوامر من جهات عليا، فقد اختبأ عناصر كل الفروع الأمنية كالأمن السياسي وأمن الدولة وقيادة الشرطة في مقراتهم وحصنوهم.[بحاجة لمصدر] وبعد هذه الأحداث بشهر، خرجت مُظاهرة كبيرة في 15 أبريل بالمدينة نادت بالحرية،
وفي 22-4-2011 خرجت مظاهرة حاشدة في ساحة الحصان وقدر عدد المتظاهرين بحوالي 5000 متظاهر حيث قام المتظاهرين بإزلة تمثال باسل الاسد وتم حرقه لكن قوات الأمن سارعت إلى تفريق المتظاهرين بسيارات الاطفائية وقنابل الغاز المسيل للدموع.
ومنذ ذلك الوقت أصبحت المظاهرات تخرج بشكل منتظم في المدينة. وعلى خلفية هذه المظاهرات التي بدأت تخرج في دير الزور، شنَّت قوات الأمن حملات اعتقالات ضد الناشطين فيها في أواخر شهر أبريل. وقد سقطَ أول قتيل في المدينة بعد ذلك بأسبوع تقريباً، في 1 مايو، حينما سقطَ قتيلان بنيران الأمن. وتباعاً في 6 مايو سقطَ 4 قتلى خلال تفريق مظاهرات خرجت بعد صلاة الجمعة، تحت شعار «جمعة التحدي». ومنذ مقتل هؤلاء، أصبحت تخرج مظاهرات مسائية يوميَّة في المدينة بمُشاركة ما يَصل إلى 4,000 متظاهر، وخلال تفريق إحدى هذه المظاهرات قرب المطار القديم بالرصاص الحي في مساء 8 مايو سقطَ قتيلان جدد بالإضافة إلى العديد من الجرحى، وظلَّت جثتاهما ملقيتين في الشارع، حيث لم يَستطع المحتجون الوُصول إليهما بسبب إطلاق النار المتواصل.
في 29 مايو، قتلَ متظاهر جديد خلال تفريق مسيرة مسائية في المدينة، وبذلك ارتفعَ إجمالي قتلى شهري أبريل ومايو فيها إلى 9 أشخاص. وبعدها بيومين جرت حملة اعتقالات في المدينة. وفي جمعة أطفال الحرية بتاريخ 3 يونيو، قامت قوَّات الأمن بإزالة صنم لحافظ الأسد من المدينة خشية تحطيمه، بعدَ أن حاول المتظاهرون عدة مرات الوصول إليه خلال ذلك اليوم. سقطَ خلال شهر يونيو بالمجمل 18 قتيلاً، وقد شهد يوم 15 منه استقدام تعزيزات من دبابات ومدرَّعات إلى المدينة. لكن على الرغم من ذلك فقد جرى إضراب فاعل بالمدينة في يوم الخميس 23 يونيو استجابة لدعوات للإضراب في عُموم البلاد، وفي اليوم التالي تظاهرَ ضد النظام 25,000 شخص في مناطق متفرّقة منها تحتَ شعار «جمعة سُقوط الشرعية». وبدأت أعداد المُتاظهرين بالتزايد تدريجياً، ففي «جمعة إرحل» بتاريخ 1 يوليو خرجَ عشرات الآلاف مجدداً من مناطق مختلفة في المدينة، واحتشدوا في ما أطلقوا عليه «ساحة الحرية». وفي باقي شهر يوليو (قبل بدء الحملة العسكرية على دير الزور)، سقطَ 3 قتلى فقط في المدينة، منهم واحد في 14 يوليو واثنان في 17 يوليو. وفي مساء الثلاثاء 12 يوليو حدثَ انفجار في أنبوب للغاز بمحافظة دير الزور، وكان ذلك الحادث هو الأول من نوعه منذ بدء الاحتجاجات.
بحلول أواخر شهر يوليو وفي ظلِّ غيابٍ أمنيٍّ غريب من نوعه تصاعدت الاحتجاجات في مدينة دير الزور لتصل مستويات غير مسبوقة، حيث بلغَ عدد المتظاهرين في ساحاتها المختلفة حسبَ المرصد السوري لحقوق الإنسان أكثر من 300,000 شخص في «جمعة أحفاد خالد بن الوليد» بتاريخ 22 يوليو. وبعدَ هذا الاختفاء الطويل، جاءت الحملة على المدينة مفاجئة في 28 يوليو لقمع المظاهر الاحتجاجية ضد النظام بها، وفق رواية المعارضة.

## الحصار

### حملة تموز
في يوم الخميس 28 يوليو بدأت قوات الأمن عمليَّات واسعة بمدينة دير الزور، إذ اقتحم «حيّ الحويقة» وأطلق النار فيه على الأهالي مُتسبباً بسُقوط 6 قتلى وعشرات الجرحى، ثمَّ بدأ بقصفه مُستخدماً الدبابات. وتبعَ هذه الأحداث انشقاق ضخمٌ في صُفوف الجيش، طالَ كتيبة كاملة منه هيَ الكتيبة السابعة في لواء 137 مدرعات، واشتبكت الكتيبة المُنشقة معَ قوات الأمن العسكري، مما انتهى بحسب بعض الأنباء بمقتل محافظ دير الزور الجديد ورئيس الأمن العسكري فيها. كما سقط 4 قتلى في المدينة باليوم التالي (جمعة صمتكم يقتلنا) خلال إطلاق نار على مجموعة من الشباب وهُم عائدون من مظاهرة بعد انفضاضها. وقد أفادت لجان التنسيق المحلية في سوريا بأن يوم السبت 30 تموز شهدَ بدء عمليَّات عسكريَّة جديدة في مدينة دير الزور، إذ تعرَّضت للقصف المدفعي بالدبابات في «حي الجورة» الواقع غربَ المدينة، مما تسبَّب بوقوع عدة إصابات بين الأهالي.
في يوم اأحد 31 يوليو وكجزء من حملة عسكرية ضخمة تركَّز أغلبها على حماة، بدأ الجيش السوري قصفاً عنيفاً على حي الجورة بدير الزور مستخدماً الدبابات والأسلحة الثقيلة، وقد أوقع القصف ما لا يَقل عن 19 قتيلاً و50 جريحاً. ودفعت هذه الأحداث الأهالي إلى تشكيل لجان محليَّة لإغلاق الطرقات ومنع قوات الجيش من الدخول إليها، كما أن الحملة تسبَّبت بانشقاق 57 عسكرياً بحلول ذلك الوقت.

### حملة آب
بعدَ قصف المدينة في الأيام السابقة، اقتحمها الجيش من جهة «حي الجورة» في الإثنين 1 أغسطس بالدبابات والمدرعات، وأدى إطلاق النار في الحي إلى سُقوط قتيل على الأقل. وبحلول يوم الأربعاء 3 أغسطس، بلغ عدد الآليات التي تحاصر دير الزور نحو 200 دبابة وآلية عسكرية، وعلى الرُّغم من ذلك فقد تظاهر في اليوم ذاته 40,000 شخص في المدينة وفق الرابطة السورية لحقوق الإنسان ضد النظام. وقد تجدَّدَ القصف على المدينة في 4 و5 أغسطس كجزء من الحملة، مع استمرار حصارها وتطويق مداخلها من قبل الدبابات وقوات الجيش. وإثر هذه العمليات العسكرية، فقد نزحَ الآلاف من سكان المدينة نحو المناطق المجاورة.
في يوم الأحد 7 أغسطس اجتاح الجيش المدينة أخيراً بعدَ أن كان مكتفياً بحصراها وقصفها لمدة أسبوع، وتركزت عمليَّاته على حيي الحويقة والجورة، وتسبَّب الاجتياح والقصف بسُقوط أكثر من 65 قتيلاً في مختلف أنحاء المدينة في ذلك اليوم.
في يوم الإثنين 8 أغسطس التالي تعرَّض حي الجورة للقصف من جديد في إطار الحملة العسكرية على المدينة، كما أن قوات الأمن أطلقت النار على سيدة وطفلها عندما كانا يبحثان عن ملجأ من القصف في حي الحويقة، فأردتهما قتيلين. كما اقتُحمت المدينة بالدبابات والآليات العسكرية صباح اليوم، على الرٌّغم من أن السلطات نفت حدوث ذلك، وقالت أن المدينة لم تدخلها دبابة واحدة. وقد كان 9 أغسطس بدوره يوماً دامياً، حيث سقط 17 قتيلاً و50 جريحاً في المدينة جرَّاء عمليات الجيش. كما شهد يوم الأربعاء 10 أغسطس إطلاق نار في حيي الجبيلة والموظفين، الذين جابتهما دوريَّات الأمن والجيش ودبابتهما وآلياتهما، وحاصرت الدبابات حي المطار بدوره، وشهدت أيضاً ساحة الحرية انتشاراً أمنياً كبيراً.
منذ صباح يوم الخميس 11 أغسطس هدأ إطلاق النار في أنحاء المدينة، واستتبت سيطرة الجيش فيها دون مقاومة مسلحة حتى من طرف الجيش الحر، وإثر ذلك بدأت قوات الأمن بشن حملات الاعتقالات العشوائية فيها. وعلى الرغم من ذلك، فإن المُظاهرة المطالبة بإسقاط النظام لم تتوقف عن الخروج في مدينة دير الزور. وقد جاء إعلان انسحاب الجيش من المدينة في 18 أغسطس، على الرغم من أن المعارضة قالت أن الجيش لم يَنسحب فعلياً.

### باقي فترة الاحتجاجات
في 28 أغسطس أطلق الجيش حملة عسكرية واسعة في ريف دير الزور، شملت اجتياحاً بحوالي 150 آلية عسكرية لقرى عياش والخريطة والحوايج، وشنت حملات اعتقالات جماعية استهدفت العشرات. كما حدثت حملات اعتقالات بدير الزور نفسها في 3 أكتوبر بشارعي التكايا والنهرين.
في 15 أكتوبر اغتيل المعارض والناشط البارز «زياد العبيدي» بعد أن اقتحم مسلحون منزله في دير الزور وأطلقوا عليه النار. وشيَّعه في اليوم التالي 7 آلاف شخص في المدينة وهتفوا ضد النظام، وفتحت قوات الأمن عليهم النار جرَّاء ذلك.
في يوم الخميس 10 نوفمبر شنَّ مقاتلو الجيش السوري الحر هجوماً على «حاجز المربعية» في دير الزور، وتمكنوا من قتل جندي وضابط برتبة ملازم أول وجرح 5 جنود آخرين. كما دارت اشتباكات مشابهة في يوم الجمعة 25 نوفمبر أدت إلى مقتل ما لا يَقل عن 10 جنود نظاميِّين وإصابة العشرات، بالإضافة إلى إصابة ثلاثة من مقاتلي الجيش الحر. في 16 ديسمبر أدَّى تخريب سكة قطار في دير الزور إلى انحراف عرباته عن السكة، غير أنه لم تقع أضرار بشرية أو مادية.
في يومي الخميس والجمعة 23 و24 فبراير من عام 2012 شهدَ حي الجورة في المدينة اشتباكات عنيفة بين قوات الأمن والجيش الحر. كما تجددت الاشتباكات في 4 مارس إثرَ قتل قوات الأمن ثلاثة متظاهرين، مما تلاه تدفق تعزيزات كثيفة من الجيش النظامي تتألف من دبابات بطراز تي 54 وناقلات جُند. وكان الجيش الحر في المنطقة قد تلقى كميات كبيرة من السلاح هربها عبر الحدود من العراق خلال شهر يناير وفبراير الماضيين، وتمكن من تعزيز وجوده كثيراً في المحافظة إثر ذلك.